# Filip Blašković
Filip Blašković, né le 5 juillet 1945, est un ancien footballeur yougoslave et croate évoluant au poste de milieu de terrain.

## Biographie

### Carrière en club
Filip Blašković commence sa carrière professionnelle en 1965 sous les couleurs du Dinamo Zagreb, où il reste onze ans. Il se classe trois fois deuxième du championnat yougoslave, et remporte une Coupe de Yougoslavie en 1969, ainsi que la Coupe des villes de foires en 1967.
En 1976, il quitte la Croatie pour le Canada, et les Toronto Metros-Croatia, où il joue pendant deux ans. Avec cette équipe, il remporte une fois la NASL. Il finit sa carrière au sein de son tout premier club, le NK Slovonski Brod, en 1978.
Le bilan de sa carrière en première division yougoslave est de 234 matchs joués, pour 3 buts marqués.

### Carrière internationale
Filip Blašković joue un match avec l'équipe nationale yougoslave en 1969. Il s'agit d'un match amical face à l'Union soviétique le 24 septembre 1969 à Belgrade.

## Palmarès
| Dinamo Zagreb - Championnat de Yougoslavie (0) - Vice-champion : 1966, 1967 et 1969 - Coupe de Yougoslavie (1) : - Vainqueur : 1969. - Finaliste : 1966, 1972 et 1976 - Coupe des villes de foires (1) : - Vainqueur : 1967. |  | Toronto Metros-Croatia - North American Soccer League (1) - Vainqueur : 1976 |

## Statistiques
| Saison                | Club                   | Championnat           | Championnat | Championnat | Coupe(s) nationale(s) | Coupe(s) nationale(s) | Compétition(s) continentale(s) | Compétition(s) continentale(s) | Compétition(s) continentale(s) | Total | Total |
| Saison                | Club                   | Division              | M.          | B.          | M.                    | B.                    | Comp.                          | M.                             | B.                             | M.    | B.    |
| 1965-1966             | Dinamo Zagreb          | D1                    | 3           | 0           | 0                     | 0                     | C2                             | 0                              | 0                              | 3     | 0     |
| 1966-1967             | Dinamo Zagreb          | D1                    | 16          | 0           | 3                     | 1                     | C2                             | 11                             | 0                              | 30    | 1     |
| 1967-1968             | Dinamo Zagreb          | D1                    | 27          | 1           | 1                     | 0                     | C3                             | 3                              | 0                              | 31    | 1     |
| 1968-1969             | Dinamo Zagreb          | D1                    | 34          | 1           | 6                     | 0                     | C3                             | 2                              | 0                              | 42    | 1     |
| 1969-1970             | Dinamo Zagreb          | D1                    | 25          | 0           | 3                     | 0                     | C2                             | 5                              | 0                              | 33    | 0     |
| 1970-1971             | Dinamo Zagreb          | D1                    | 25          | 1           | 2                     | 0                     | C3                             | 6                              | 0                              | 33    | 1     |
| 1971-1972             | Dinamo Zagreb          | D1                    | 16          | 0           | 1                     | 0                     | C3                             | 4                              | 0                              | 21    | 0     |
| 1972-1973             | Dinamo Zagreb          | D1                    | 16          | 0           | 0                     | 0                     | CM                             | 2                              | 0                              | 18    | 0     |
| 1973-1974             | Dinamo Zagreb          | D1                    | 18          | 0           | 1                     | 0                     | C2                             | 1                              | 0                              | 20    | 0     |
| 1974-1975             | Dinamo Zagreb          | D1                    | 28          | 0           | 2                     | 0                     | -                              | -                              | -                              | 30    | 0     |
| 1975-1976             | Dinamo Zagreb          | D1                    | 26          | 0           | 5                     | 0                     | -                              | -                              | -                              | 31    | 0     |
| Sous-total            | Sous-total             | Sous-total            | 234         | 3           | 24                    | 1                     | -                              | 34                             | 0                              | 292   | 4     |
| 1976                  | Toronto Metros-Croatia | D1                    | 14          | 0           | -                     | -                     | -                              | -                              | -                              | 14    | 0     |
| 1977                  | Toronto Metros-Croatia | D1                    | 11          | 0           | -                     | -                     | -                              | -                              | -                              | 11    | 0     |
| 1978                  | Toronto Metros-Croatia | D1                    | 27          | 0           | -                     | -                     | -                              | -                              | -                              | 27    | 0     |
| 1978-1979             | NK Slovonski Brod      | D3                    | 13          | 0           | -                     | -                     | -                              | -                              | -                              | 13    | 0     |
| Sous-total            | Sous-total             | Sous-total            | 65          | 0           | -                     | -                     | -                              | -                              | -                              | 65    | 0     |
| Total sur la carrière | Total sur la carrière  | Total sur la carrière | 299         | 3           | 24                    | 1                     | -                              | 34                             | 0                              | 357   | 4     |